# Nicky Romero
Nick Rotteveel (Utrecht, 6 de janeiro de 1989), mais conhecido por seu nome artístico Nicky Romero, é um DJ, compositor e produtor musical holandês. Já trabalhou e recebeu o apoio de grandes DJ's, como Tiësto, Fedde le Grand, Sander van Doorn, David Guetta, Calvin Harris e Avicii. Atualmente ele ocupa a 18ª posição no Top 100 do Ranking anual da DJ Magazine. Ele é muito conhecido pelo seu grande hit "Toulouse", bem como seu single "I Could Be The One" em parceria com Avicii, que alcançou o topo das paradas no Reino Unido.

## Infância
Romero nasceu e foi criado em Amerongen, na Holanda, mudando-se para Kingston, no Canadá, local onde viveu por um ano, e retornando mais tarde ao país de origem para continuar seus estudos.

## Carreira

### Início
Escola nunca foi de seu interesse, por isso, logo após concluir seus estudos, ele começou a trabalhar como garçom, por um tempo, em um bar, local que o fez despertar para o mundo da música eletrônica e para começar a ser um DJ, foi também quando começou a produzir música. Finalmente, ele assinou com sua primeira gravadora, Once Records, onde em seguida lançou as faixas "Privilege" e "Qwerty". Pouco depois a faixa intitulada "Funktion One" foi lançada. Daquele momento em diante tudo rapidamente mudou. O DJ e produtor holandês, Madskillz, assinou "Funktion One" com Azucar (gravadora de Madskillz e Gregor Salto) em conjunto com a faixa "Hear My Sound". Em 2009, ele remixou a faixa de Sidney Samson e Tony Cha Cha, "Get on the Floor", etambém fez um bootleg para David Guetta de "When Love Takes Over". Ambas as faixas tiveram grande publicidade, o que fez a Ministry of Sound entrar em contato com ele, para que ele remixasse algumas faixas da gravadora. Aos poucos, alguns vídeos foram surgindo no YouTube, com vários DJs tocando o bootleg de Nicky Romero de "When Love Takes Over". No mesmo ano, ele também fez um remix da faixa "Alamo", de Dirty South.

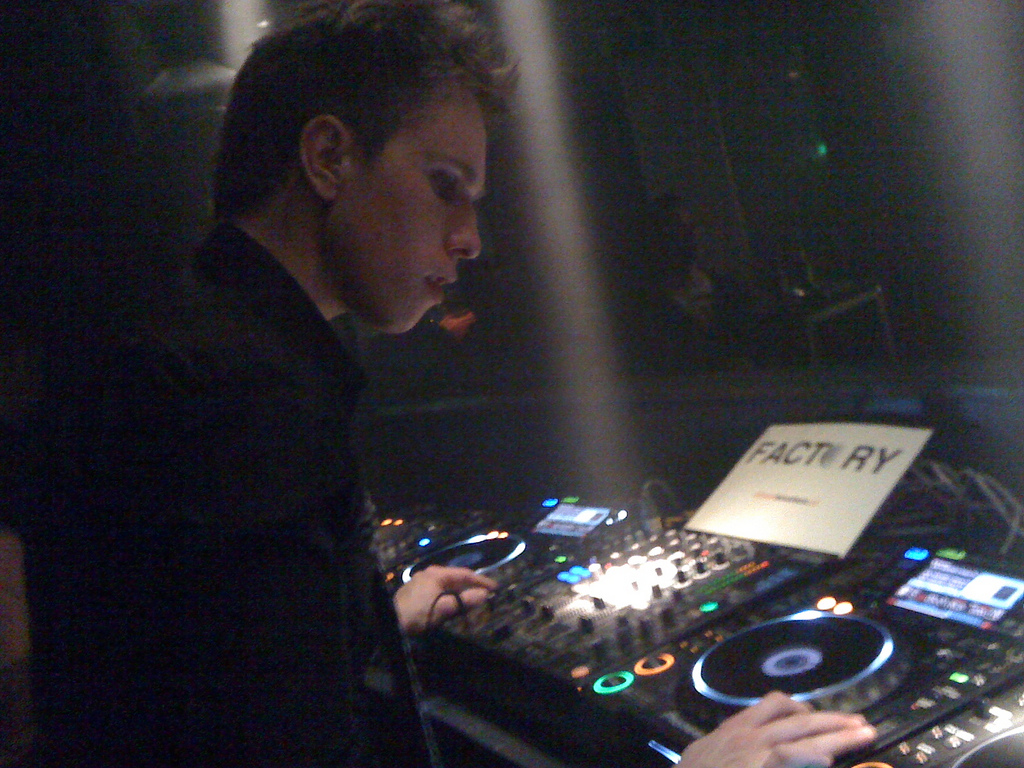
Nicky Romero no Factory Cleanhoven

Em 2010, Nicky surgiu com uma nova faixa chamada "My Friend" (lançado pela Spinnin'), que apresenta uma amostra da conhecida faixa de Groove Armada, que possui o mesmo nome. A combinação entre Groove Armada e o inovador som de Romero, resultou em uma grande faixa. "My Friend" foi tocada por Tiesto, Axwell, Fedde le Grand, Sander van Doorn e muitos mais. Essa faixa alcançou a 4ª posição no ranking principal do Beatport, 1ª posição no ranking da Dance-Tunes e várias outras rankings de DJ famosos. Em 2011, vimos Romero liberar muitos remixes, tais como "Where The Girls At", de David Guetta com Flo Rida e Nicki Minaj, "What A Feeling" de Alex Gaudino com Kelly Rowland, "Stronger", de Erick Morillo & Eddie Thoneick com Shawnee Taylor, "Where Is The Love", de Eddie Thoneick e "Rockin 'High", de Ben Liebrand.

### 2012-2013: Sucesso

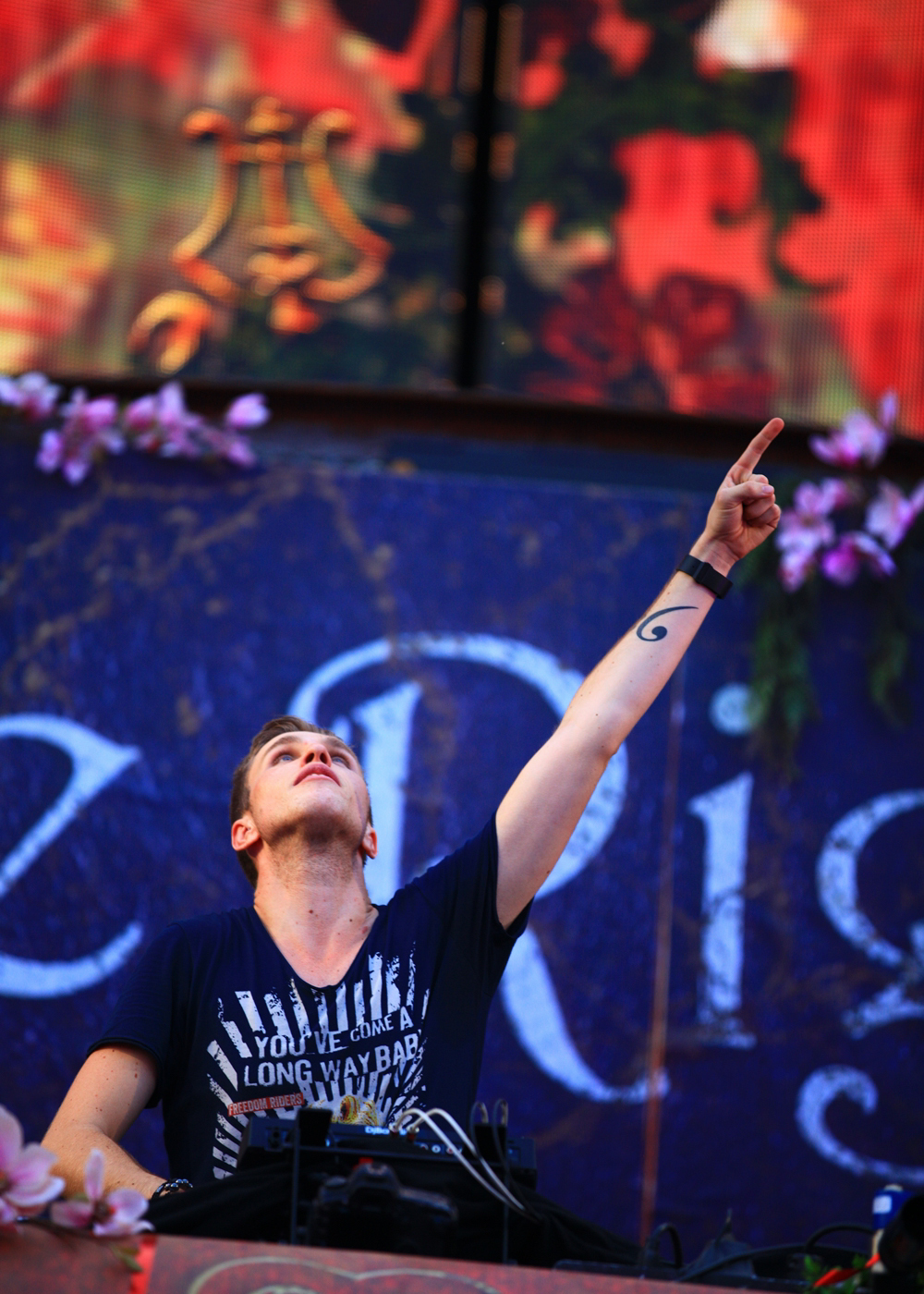
Nicky Romero no TomorrowWorld 2013.

Em 2012, Romero alcançou popularidade com a gravação do single "Toulouse", tornando-se um dos pilares no top 10 da Beatport por um período significativo de tempo. Reconhecendo o seu talento, a MTV nomeou um artista EDM para assistir em 2012. Sua popularidade tem aumentado nos últimos anos, atingindo uma residência conjunta com David Guetta na festa na região de Ibiza no verão de 2012.
Em outubro de 2012, Nicky Romero recebeu o prémio DJ Mag de "Highest New Entry", alcançando a posição de número 17, em conjunto com Skrillex e Dash Berlin. No mesmo ano, Romero juntou-se com Avicii, para produzir o single "I Could Be the One", que obteve um enorme sucesso por toda Europa, especialmente no Reino Unido, onde o single estreou na posição de número 1 nas paradas musicais da UK Singles Chart, em 17 de fevereiro de 2013, tornando-se também a primeira canção de Nicky Romero e Avicii a alcançar o topo nas paradas britânicas. Na UK Dance Chart, "I Could Be The One" estreou na 1ª posição, à frente da canção "Harlem Shake", do DJ Baauer, que entrou na 2ª posição.
Na sequência de "I Could Be the One", em 2013, Romero lançou seu tão esperado single "Symphonica", que chegou ao número 1 no ranking principal do Beatport Top 100. Seu próximo lançamento, "Legacy", com colaboração de Krewella, também alcançou o sucesso e a 1ª posição no Beatport. Romero, em seguida, teve uma colaboração com Sunnery James & Ryan Marciano, "SOTU", que ele foi lançada pela Size Records, de Steve Angello. Em meio a seus lançamentos durante o ano, ele se apresentou como um DJ residente no clube The Light Las Vegas e também em inúmeros grandes festivais, como Ultra Music Festival, Coachella, Electric Daisy Carnival, em Las Vegas  e Porto Rico, Sensation, e Tomorrowland, entre outros. Uma de suas apresentações mais notáveis foi durante o TomorrowWorld, onde foi um dos primeiros atos de música para apresentar uma experiência de performance interativa usando o Google Glass.
Em outubro de 2013, Romero alcançou a 7ª posição no ranking anual do Top 100 DJs da DJ Magazine.
Durante esse período, Nicky Romero também criou seu próprio selo e gravadora, a Protocol, com o objetivo de divulgar os trabalhos de jovens produtores e talentos do mundo da música eletrônica, em conjunto também com seu rádio show semanal, Protocol Radio.

### 2014-2015: Consolidação da Carreira e Luta contra a Ansiedade
Romero continuou a figurar em todas os rankings com a sua música e de sua gravadora, e depois de muito tempo em seu estúdio, ele finalmente lançou o single chamado "Feet On The Ground" que conta com vocais da cantora holandesa Anouk. Ele também revelou que está trabalhando em seu primeiro álbum de estúdio. Em Outubro de 2014, Nicky Romero lança seu mais novo single, em conjunto com Vicetone e participação da banda holandesa When We Are Wild, "Let Me Feel".
Em paralelo com sua música, ele está envolvido em diferentes tipos de projetos de caridade, como "10.000 Hours – People Planet Party", que tem o objetivo de ajudar a renovar playgrounds para as crianças desfavorecidas. Em agosto de 2014, Nicky uniu-se com a EDM lifestyle, de Electric Family, para produzir uma pulseira de colaboração, em que 100% das vendas são doados ao instituto que combate o câncer, Fuck Cancer.
Legacy foi utilizada pela rede de televisão australiana, Channel Seven, em chamadas ao vivo para o retorno da temporada de 2014 do seriado Revenge. Após da apresentação de Legacy durante o grande torneio de tênis, Australian Open 2014, a canção entrou na 50ª posição no ranking da Austrália. Em 16 de Fevereiro, Legacy alcançou a 44ª posição.
Em 2015, Nicky Romero continuou a produzir muitas canções e se apresentar em grandes festivais, como Tomorrowland Brasil, Ultra Music Festival e Lollapalooza, no Chile e na Argentina. Durante sua apresentação no palco principal do Ultra Music Festival em Miami, ele apresentou sua mais nova canção chamada "Warriors", em parceria com Volt & State. Em Junho, Nicky Romero libera o single "Lighthouse", que mais tarde ganharia um vídeo clipe, que compõe a primeira parte da trilogia musical de Romero intitulada Nicky Romero Trilogy. No começo de Agosto, Lighthouse alcançou a 50ª posição na lista Hot Dance/Electronic Songs, da Billboard.
No final de 2015, Nicky Romero revelou em uma mensagem em sua página oficial do Facebook, que estava sofrendo com problemas de ansiedade por dois anos e meio, problema o qual não tinha êxito para solucionar, até que por fim tinha encontrado um PDF online que o ajudou a superar o problema. Na mesma mensagem acrescentou que devido ao problema, suas produções foram afetadas e por esse motivo, a falta de lançamento de muitas canções durante esse período. Após a superação do problema, em Dezembro de 2015, ele lança finalmente sua faixa "Harmony", em parceria com Stadiumx.

### 2016-presente: Novas Produções
No início de 2016, Nicky Romero começa o ano completamente recuperado de sua luta contra a Ansiedade, e planeja o lançamento de várias faixas ao longo do ano. Em Fevereiro, Romero, em parceria com a empresa de bebidas, Olmeca Tequila, esteve na capital da África do Sul, Cidade do Cabo, com 100 fãs, escolhidos a partir de uma promoção entre ambos, para gravar um videoclipe de sua nova música. No fim do mesmo mês, Nicky Romero libera seu novo single "Future Funk", em parceria com o lendário guitarrista, Nile Rodgers. Future Funk compõe a segunda parte da trilogia musical de Romero, intitulada Nicky Romero Trilogy. Em Março, Future Funk alcançou a 45ª posição na lista Hot Dance/Electronic Songs e 24ª posição na lista Dance/Electronic Digital Songs, da Billboard.
No final de Abril, Nicky Romero se apresentou novamente no palco principal da segunda edição do Tomorrowland Brasil. Neste ano, Romero além de se apresentar no palco principal do festival, também se apresentou no palco de sua gravadora, Protocol, que contou com participações dos DJs brasileiros, JAKKO e Raul Mendes, bem como alguns artistas da gravadora, como Arno Cost, Volt & State, Deniz Koyu e Stadiumx.
No começo de Maio, Nicky Romero libera mais um novo single "Novell". Novell é uma das primeiras faixas produzidas por Romero depois de está livre do problema de Ansiedade, como foi revelado pelo mesmo, e também é a primeira faixa de carácter instrumental desde o lançamento de "Symphonica", em 2013. A faixa leva o mesmo nome do filho de seu grande amigo e Tour Manager de Romero, Hatim El Khatib, como uma forma de homenagem do DJ, ao seu companheiro de shows e turnês durante sua carreira. Na sequência, Romero lança "The Moment", seu terceiro single do ano, que corresponde a uma nova versão de seu single anterior, Novell, com os vocais do cantor e compositor inglês, Eric Lumiere. Ambos os singles, The Moment e Novell, rapidamente alcançaram a 1ª posição no ranking de Progressive House no Beatport.
Ao longo do primeiro semestre de 2016, Nicky se apresentou em grandes festivais, como no Summerburst, na Suécia e Kingsland Festival, The Flying Dutch e Sensation Amsterdam, nos Países Baixos. Em Junho, Nicky Romero completou 200 episódios de Protocol Radio, seu rádio show semanal.
Ainda no mesmo ano, Nicky lançou seu novo single "Ready 2 Rumble", em Julho, com um sampler da icônica frase de Michael Buffer: "Let's get ready 2 rumble!". Durante sua apresentação no palco principal do Tomorrowland Bélgica, Romero apresentou sua mais nova canção "Take Me", que foi lançada em Setembro, com os vocais de Colton Avery e composição da banda irlandesa The Script. Em Outubro, Nicky lançou seu último single do ano, "Crossroads", em parceria com a dupla holandesa de música eletrônica Navarra.

### Outras Produções
Ao lado de todos os singles de Nicky Romero, ele também produziu a canção "Right Now" (com participação de David Guetta) no álbum Unapologetic (2012), da cantora Rihanna, que foi lançado 19 de novembro de 2012. Ele co-produziu e escreveu "It Should Be Easy" de Britney Spears para seu oitavo álbum de estúdio Britney Jean.
Romero também co-produziu "Bang My Head" (com participação de Sia) e "No Money No Love" (com Showtek) do sexto álbum de estúdio de David Guetta, Listen.
Nicky também co-produziu a faixa "Dragon Night" do terceiro álbum de estúdio Tree, da banda japonesa, SEKAI NO OWARI.

## Filmografia
| Ano  | Título              | Personagem  |
| ---- | ------------------- | ----------- |
| 2015 | We Are Your Friends | Ele Próprio |

## Singles

### Como artista principal
| Título                                                                                        | Ano  | Posições em paradas músicais | Posições em paradas músicais | Posições em paradas músicais | Posições em paradas músicais | Posições em paradas músicais | Posições em paradas músicais | Posições em paradas músicais | Posições em paradas músicais | Posições em paradas músicais | Certificações                                                              | Álbum             |
| Título                                                                                        | Ano  | HOL                          | AUS                          | AUT                          | BEL                          | FRA                          | ALE                          | SUE                          | SUI                          | UK                           | Certificações                                                              | Álbum             |
| --------------------------------------------------------------------------------------------- | ---- | ---------------------------- | ---------------------------- | ---------------------------- | ---------------------------- | ---------------------------- | ---------------------------- | ---------------------------- | ---------------------------- | ---------------------------- | -------------------------------------------------------------------------- | ----------------- |
| "Toulouse"                                                                                    | 2012 | 92                           | —                            | —                            | —                            | —                            | —                            | —                            | —                            | —                            |                                                                            | Non-album singles |
| "Like Home" (with NERVO)                                                                      | 2012 | 81                           | —                            | —                            | 76                           | —                            | —                            | 37                           | —                            | 33                           |                                                                            | Non-album singles |
| "I Could Be the One" (vs. Avicii)                                                             | 2012 | 15                           | 4                            | 15                           | 8                            | 22                           | 37                           | 3                            | 26                           | 1                            | - NVPI: 3× platina - ARIA: 3× platina - BEA: ouro - BPI: ouro - RIAA: ouro | Non-album singles |
| "Legacy" (vs. Krewella)                                                                       | 2013 | —                            | 44                           | —                            | —                            | —                            | —                            | —                            | —                            | —                            |                                                                            | Non-album singles |
| "Feet On The Ground" (with Anouk)                                                             | 2014 | 80                           | —                            | —                            | —                            | —                            | —                            | —                            | —                            | —                            |                                                                            | Non-album singles |
| "Lighthouse"                                                                                  | 2015 | —                            | —                            | —                            | 38                           | —                            | —                            | —                            | —                            | —                            |                                                                            | Non-album singles |
| "—" indica que a gravação não foi incluída nas paradas ou não foi distribuída naquela região. |      |                              |                              |                              |                              |                              |                              |                              |                              |                              |                                                                            |                   |

### Remixes
2008
- Prunk Le Funk – Chronology (Nicky Romero Remix)

2009
- Mell Tierra and Sebastian D featuring Stanford – Maximize (Nicky Romero Remix)
- Steff Da Campo vs. Ecoustic featuring Lady Rio – Freakybeatza (Nicky Romero & Praia Del Sol Remix)
- Sidney Samson and Tony Cha Cha – Get on the Floor (Nicky Romero Remix)
- DJ Jean – Play That Beat (Nicky Romero Mix)
- Pizetta featuring Reagadelica – Klezmer (Nicky Romero Remix)
- Quintino featuring Mitch Crown – Heaven (Nicky Romero Remix)
- Firebeatz and Apster – Skandelous (Nicky Romero Remix)
- DJ Rose – Twisted (Nicky Romero Remix)
- Quintin vs. DJ Jean – Original Dutch (Nicky Romero Remix)
- Michael Mendoza featuring I Fã – Be Without You (Nicky Romero Remix)
- David Guetta – When Love Takes Over (Nicky Romero Bootleg)
- DJ Jose – Like That (Nicky Romero Bigroom Remix)

2010
- Ian Carey featuring Michelle Shellers – Keep on Rising (Nicky Romero Remix)
- Hardwell and Funkadelic – Get Down Girl (Nicky Romero Remix)
- Sol Noir – Superstring (Nicky Romero Remix)
- Sivana – Confusion (Nicky Romero Radio Edit)
- Grooveyard – Mary Go Wild (Nicky Romero Remix)
- Housequake – People Are People (Nicky Romero Remix)
- Fedde Le Grand featuring Mitch Crown – Rockin' High (Nicky Romero Remix)
- DJ Jesus Luz and Alexandra Prince – Dangerous (Nicky Romero Festival Mix)
- Ned Shepard – Chromatic (Nicky Romero & Nilson Remix)
- Green Velvet – Flash (Nicky Romero Remix)

2011
- Taio Cruz – Dynamite (Nicky Romero Bootleg)
- Usher – More (Nicky Romero Bootleg)
- Daft Punk – Aerodynamic (Nicky Romero Bootleg)
- Flo Rida – Turn Around (5,4,3,2,1) (Nicky Romero Remix)
- David Guetta featuring Flo Rida and Nicki Minaj – Where Them Girls At (Nicky Romero Remix)
- Enrique Iglesias and Usher featuring Lil Wayne – Dirty Dancer (Nicky Romero Club Mix)
- Junkie XL – Molly's E (Nicky Romero Dub Remix)
- David Guetta featuring Usher – Without You (Nicky Romero Remix)
- Erick Morillo and Eddie Thoneick featuring Shawnee Taylor – Stronger (Nicky Romero Remix)
- David Guetta featuring Sia – Titanium (Nicky Romero Remix)
- Tonite Only – Haters Gonna Hate (Nicky Romero 'Out of Space' Remix)
- Kelly Clarkson – What Doesn't Kill You (Stronger) (Nicky Romero Remix)

2012
- Madonna featuring Nicki Minaj and M.I.A. – Give Me All Your Luvin' (Nicky Romero Remix)
- Eva Simons – I Don't Like You (Nicky Romero Remix)
- Anakyn – Point Blank (Nicky Romero Edit)

2013
- Ludacris featuring David Guetta and Usher – Rest of My Life (Nicky Romero Remix)
- Calvin Harris featuring Ellie Goulding – I Need Your Love (Nicky Romero Remix)
- Zedd featuring Hayley Williams – Stay The Night (Nicky Romero Remix)
- R3hab and Lucky Date – Rip It Up (Nicky Romero Edit)

2014
- John Christian – Next Level (Nicky Romero Edit)
- Cygnus X – Superstring (Nicky Romero 2014 Rework)

2015
- One Direction – 18 (Nicky Romero Remix)
- Magnificence and Alec Maire featuring Brooke Forman - Heartbeat (Nicky Romero Edit)

2017
- Trilane & Yaro featuring Max Landry - Miss Out (Nicky Romero Edit)
- Stadiumx & Taylr Renee - Howl At Moon (Nicky Romero Remix)
- Linkin Park featuring Kiiara - Heavy (Nicky Romero Remix)
- SWACQ - Love (Nicky Romero Edit)
- The Chainsmokers - Young (Nicky Romero Remix)
- David Guetta & Martin Garrix featuring Jamie Scott & Romy Dya - So Far Away (Nicky Romero Remix)